# Relax In The City/Pick Me Up
「Relax In The City/Pick Me Up」（リラックス・イン・ザ・シティ/ピック・ミー・アップ）は、2015年4月29日にPerfume Records / ユニバーサルJから発売されたPerfumeの21作目のシングル。

## 背景
前作「Cling Cling」以来約9か月半ぶり、またPerfumeが結成15周年・メジャーデビュー10周年を迎える2015年の第1弾シングル。両A面シングルをリリースするのは「レーザービーム/微かなカオリ」以来、7作振り。
パッケージは完全生産限定盤・初回限定盤・通常盤の3形態で発売された。完全生産限定盤はCDを14枚収納可能な「Relax Room仕様」となっており、PV内で登場した部屋を箱型パッケージとして再現している。
表題曲の「Relax In The City」は、サッポロビール「サッポロ グリーンアロマ」CMソング。PVは、スタッフの提案により初めて沖縄で撮影された。撮影は2月に行われ、衣装がシースルーだったため震える程寒かったとメンバーは語っている。またPV内では一切踊りを披露しておらず、これに対しかしゆかは「そういうところで、素の表情が出たのかな」とコメントしている。CMに流れているものは原曲バージョンとはミックスが若干異なっている。発売以来いくつかのフェスと『COSMIC EXPLORER』ツアーのメドレーでしか披露されておらず、フルバージョンはほぼ披露されていない。マキシマムザ亮君はこの曲を気に入っており、2017年のPerfumeとマキシマムザホルモンの対バンライブではPerfumeがメドレーの1曲として本曲を披露した。
もう一方の表題曲である「Pick Me Up」は、伊勢丹新宿店とのコラボレーション楽曲。PVは「買い物引力」「新宿の不思議（SF）」がテーマになっており、Perfumeのメンバーが伊勢丹新宿店に吸い込まれる場面から始まる。また、PVには昨年PerfumeがPVにカメオ出演したOK Goがカメオ出演している。これはOK Goのジャパンツアーの期間とPVの撮影スケジュールが偶然重なっていたためであり、撮影に参加することは急遽決まった。撮影時間は「Cling Cling」より超える約35時間を要し、PerfumeのPVの中では最長を記録した。監督は過去にも「シークレットシークレット」「ナチュラルに恋して」「ねぇ」のPVを担当した児玉裕一が担当。映像の中では「JAPAN NEW POWER」と題した企画の一環で、伊勢丹新宿店がキュレーションした若手クリエーターたちによる衣装やアクセサリーをメンバー3人が身にまとっている。伊勢丹新宿店ではこれらの衣装やアクセサリーの一部が展示および販売され、Perfumeがこれまで着用した衣装の一部も展示される。
カップリング曲の「透明人間」は、エーザイ チョコラBBプラス CMソング。

## 収録曲
| 全作詞・作曲・編曲: 中田ヤスタカ。 |                                               |              |              |      |
| #                                  | タイトル                                      | 作詞         | 作曲・編曲   | 時間 |
| 1.                                 | 「Relax In The City」                         | 中田ヤスタカ | 中田ヤスタカ | 4:12 |
| 2.                                 | 「Pick Me Up」                                | 中田ヤスタカ | 中田ヤスタカ | 3:51 |
| 3.                                 | 「透明人間」                                  | 中田ヤスタカ | 中田ヤスタカ | 3:39 |
| 4.                                 | 「Relax In The City -Original Instrumental-」 | 中田ヤスタカ | 中田ヤスタカ | 4:12 |
| 5.                                 | 「Pick Me Up -Original Instrumental-」        | 中田ヤスタカ | 中田ヤスタカ | 3:51 |
| 6.                                 | 「透明人間 -Original Instrumental-」          | 中田ヤスタカ | 中田ヤスタカ | 3:38 |
| 合計時間:                          | 合計時間:                                     | 23:23        |              |      |

| #         | タイトル              | 作詞  | 作曲・編曲 | 時間 |
| --------- | --------------------- | ----- | ---------- | ---- |
| 1.        | 「Relax In The City」 |       |            | 4:12 |
| 2.        | 「Pick Me Up」        |       |            | 3:51 |
| 3.        | 「透明人間」          |       |            | 3:39 |
| 合計時間: | 合計時間:             | 11:43 |            |      |

| #  | タイトル                           | 作詞 | 作曲・編曲 |
| -- | ---------------------------------- | ---- | ---------- |
| 1. | 「Relax In The City -Video Clip-」 |      |            |
| 2. | 「Relax In The City -Teaser-」     |      |            |
| 3. | 「Pick Me Up -Video Clip-」        |      |            |

## カバー
Pick Me Up
- Pentatonix - 日本独自企画アルバム「ペンタトニックス（最強盤）」（2016年7月27日発売）に収録。